# UKS Anilana Łódź
Uczniowski Klub Sportowy Anilana Łódź, w skrócie UKS Anilana Łódź. Aktualnie występuje pod nazwą Grot Blachy Pruszyński Anilana Łódź – polski męski klub piłki ręcznej, założony w 2001 roku w Łodzi. Nawiązuje on do tradycji KS "Anilana", mistrza Polski (1983) i dwukrotnego (1973 i 1977) zdobywcy Pucharu Polski.  Aktualnie klub występuje na drugim poziomie rozgrywkowym (Liga Centralna).

## Historia
UKS Anilana Łódź powstał w 2001 roku w zespole Szkół Elektronicznych w Łodzi jako UKS "Elektronik". Dzięki współpracy z dzierżawcą hali przy ulicy Sobolowej- MSPR "Anilana", udało się powołać szkolne klasy sportowe piłki ręcznej mężczyzn. W 2004 roku MSPR Anilana zakończyło działalność z uwagi na problemy finansowe. Po tym wydarzeniu władze miejskie wydzierżawiły halę sportową "Anilana" Elektronikowi. W 2008 roku UKS Elektronik zmienił nazwę na UKS Anilana. W następnych latach klub rywalizował na poziomie II Ligi, w grupie Mazowieckiego Wojewódzkiego Związku Piłki Ręcznej i I Ligi.
W sezonie 2021/2022 UKS Anilana wywalczył historyczny awans do Ligi Centralnej.

## Zawodnicy
Skład aktualny na sezon 2023/24
Bramkarze
- Szymon Konarzewski
- Eryk Pisarkiewicz

Skrzydłowi
- Marcel Kamiński
- Szymon Krajewski
- Adrian Kucharski
- Damian Wawrzyniak

Obrotowi
- Konrad Czech
- Jakub Winiarski
- Igor Szawracki

Rozgrywający
- Dawid Jakubiec
- Kamil Katusza
- Bartosz Pawlak
- Antoni Rutkowski
- Dawid Trzeciak
- Filip Mikołajczyk
- Aleksander Pinda
- Damian Skowroński
- Anton Velychko

## Nazwy
Od sezonu 2022/2023 UKS Anilana Łódź występuje pod nazwą "Grot Blachy Pruszyński Anilana Łódź". W czasie fuzji z drużyną sportową Politechniki Łódzkiej, klub występował pod nazwą "Politechnika Anilana Łódź".

## Udział w rozgrywkach ligowych od sezonu 2014/2015
| Sezon   | K   | Liga           | Miejsce | Uwagi                          |
| ------- | --- | -------------- | ------- | ------------------------------ |
| 2014/15 | III | II Liga        | 5/13    | Występ w grupie III            |
| 2015/16 | III | II Liga        | 6/14    | Występ w grupie III            |
| 2016/17 | III | II Liga        | 3/12    | Występ w grupie III            |
| 2017/18 | II  | I Liga         | 9/12    | Występ w grupie II             |
| 2018/19 | II  | I Liga         | 8/12    | Występ w grupie II             |
| 2019/20 | II  | I Liga         | 8/12    | Występ w grupie II             |
| 2020/21 | II  | I Liga         | 5/11    | Występ w grupie III            |
| 2021/22 | III | I Liga         | 1/11    | Występ w grupie III            |
| 2022/23 | II  | Liga Centralna | 8/14    | -                              |
| 2023/24 | II  | Liga Centralna | 13/15   | Udział w barażach o utrzymanie |
| 2024/25 | II  | Liga Centralna | 8/14    | -                              |